# Dyzunici
Dyzunici – określenie wiernych i duchownych prawosławnych w Rzeczypospolitej, którzy po zawarciu unii brzeskiej (1596), nie podporządkowali się jej postanowieniom. W 1632 została odtworzona w granicach Rzeczypospolitej  prawosławna metropolia kijowska, podporządkowana kanonicznie Patriarchatowi Konstantynopola. Po traktacie Grzymułtowskiego w 1686 prawosławna metropolia kijowska została podporządkowana Patriarchatowi Moskiewskiemu, zaś Carstwo Rosyjskie uzyskało prawo opieki nad prawosławnymi w Rzeczypospolitej. W drugiej połowie XVIII wieku carat wykorzystał kwestię dyzunitów jako narzędzie ingerencji w wewnętrzne sprawy Rzeczypospolitej (por. Konfederacja słucka 1767). W 1768 nazywanie niekatolików dyzunitami, odszczepieńcami, heretykami i schizmatykami zostało zabronione.